# Saturn Award für das beste Make-up
Folgende Filme habe den Saturn Award für das beste Make-up gewonnen:
| Jahr | Preisträger                                    | Film                                                 | Weitere Nominierungen |
| ---- | ---------------------------------------------- | ---------------------------------------------------- | --- |
| 1975 | Dick Smith                                     | Der Exorzist                                         | keine weiteren Nominierungen |
| 1976 | William Tuttle                                 | Frankenstein Junior                                  | keine weiteren Nominierungen |
| 1977 | William Tuttle                                 | Flucht ins 23. Jahrhundert                           | keine weiteren Nominierungen |
| 1978 | Rick Baker Stuart Freeborn                     | Krieg der Sterne                                     | Carlo Rambaldi, Bob Westmoreland & Thomas R. Burman für Unheimliche Begegnung der dritten Art Thomas R. Burman für Des Teufels Saat John Chambers für Die Insel des Dr. Moreau Dick Smith für Hexensabbat |
| 1979 | William Tuttle Rick Baker                      | Teufelskreis Alpha                                   | Lee Harman, Vincent Callaghan & Lynn Donahue für Die Augen der Laura Mars Thomas R. Burman & Edouard F. Henriques für Die Körperfresser kommen Joe McKinney & Thomas R. Burman für Der Manitou Stan Winston für The Wiz – Das zauberhafte Land |
| 1980 | William Tuttle                                 | Liebe auf den ersten Biss                            | Pat Hay für Alien – Das unheimliche Wesen aus einer fremden Welt Tom Savini für Zombie Peter Robb-King für Dracula Fred B. Phillips, Janna Phillips & Ve Neill für Star Trek: Der Film |
| 1981 | Dick Smith                                     | Der Höllentrip Scanners – Ihre Gedanken können töten | Sue Dolph, Steve Neill & Rick Stratton für Sador – Herrscher im Weltraum Rob Bottin & Rick Baker für Das Tier Colin Booker für Fade to Black – Die schönen Morde des Eric Binford Giannetto De Rossi für Woodoo – Die Schreckensinsel der Zombies |
| 1982 | Rick Baker                                     | American Werewolf                                    | Stan Winston für Tot & begraben Ken Chase für Die Klapperschlange Basil Newall & Anna Dryhurst für Excalibur Stan Winston für Herzquietschen |
| 1983 | Dorothy J. Pearl                               | Poltergeist                                          | José Antonio Sanchez für Conan der Barbar Sue Dolph für Mutant – Das Grauen im All Hatsuo Nagatomo für Das Haus der Verdammten Werner Keppler & James Lee McCoy für Star Trek II: Der Zorn des Khan |
| 1984 | Phil Tippett Stuart Freeborn                   | Die Rückkehr der Jedi-Ritter                         | Dick Smith & Carl Fullerton für Begierde James R. Scribner für Alpträume Gary Liddiard & James R. Scribner für Das Böse kommt auf leisen Sohlen Ken Brooke für Das Geheimnis von Centreville |
| 1985 | Stan Winston                                   | Terminator                                           | Giannetto De Rossi für Der Wüstenplanet Greg LaCava für Gremlins – Kleine Monster Gary Liddiard & Tom Smith für Indiana Jones und der Tempel des Todes Robert J. Schiffer für Splash – Eine Jungfrau am Haken |
| 1986 | Tom Savini                                     | Zombie 2                                             | Chris Walas für Enemy Mine – Geliebter Feind Rob Bottin für Explorers – Ein phantastisches Abenteuer Anthony Doublin, John Naulin & John Carl Buechler für Re-Animator William Munns für Verdammt, die Zombies kommen |
| 1987 | Chris Walas                                    | Die Fliege                                           | Peter Robb-King für Aliens – Die Rückkehr John Carl Buechler, John Naulin, Anthony Doublin & Mark Shostrom für From Beyond – Aliens des Grauens Rob Bottin für Legende Wes Dawn, Jeff Dawn & James Lee McCoy für Star Trek IV: Zurück in die Gegenwart |
| 1988 | Rob Bottin Stephan Dupuis                      | RoboCop                                              | Mark Shostrom für Tanz der Teufel II – Jetzt wird noch mehr getanzt Rick Baker für Bigfoot und die Hendersons Bob Keen für Hellraiser – Das Tor zur Hölle Greg Cannom, Ve Neill & Steve LaPorte für The Lost Boys Kevin Yagher, Mark Shostrom & R. Christopher Biggs für Nightmare III – Freddy Krueger lebt |
| 1990 | Ve Neill Steve LaPorte Robert Short            | Beetlejuice                                          | John M. Elliott Jr. & Stan Winston für Spacecop L.A. 1991 R. Christopher Biggs & Sheri Short für Critters 2 – Sie kehren zurück Mark Shostrom für Das Böse II David LeRoy Anderson & Lance Anderson für Die Schlange im Regenbogen Bob Keen für Reise zurück in der Zeit |
| 1991 | John Caglione junior Doug Drexler Cheri Minns  | Dick Tracy                                           | Maggie Weston & Fabrizio Sforza für Die Abenteuer des Baron Münchhausen Ken Chase, Michael Mills & Kenny Myers für Zurück in die Zukunft II Paul Engelen, Lynda Armstrong & Nick Dudman für Batman Tony Gardner & Larry Hamlin für Darkman Stephan Dupuis, Dennis Pawlik, Jo-Anne Smith-Ojail & Jayne Dancose für Die Fliege 2 Bob Keen & Geoffrey Portass für Cabal – Die Brut der Nacht Rob Bottin, Jeff Dawn, Craig Berkeley & Robin Weiss für Total Recall – Die totale Erinnerung John Stephenson für Hexen hexen |
| 1992 | Carl Fullerton Neal Martz                      | Das Schweigen der Lämmer                             | Gordon J. Smith für Body Parts John Vulich & Everett Burrell für Die Rückkehr der Untoten David B. Miller für Valkenvania – Die wunderbare Welt des Wahnsinns Stan Winston & Scott H. Eddo für Predator 2 Stan Winston & Jeff Dawn für Terminator 2 – Tag der Abrechnung |
| 1993 | Stan Winston Ve Neill                          | Batmans Rückkehr                                     | Greg Cannom, Matthew W. Mungle & Michèle Burke für Dracula Bob Keen für Candyman’s Fluch Dick Smith & Kevin Haney für Der Tod steht ihr gut Bob Keen für Hellraiser III Stan Winston & Steve Johnson für Highway zur Hölle Michael Mills & Ed French für Star Trek VI: Das unentdeckte Land |
| 1994 | Kevin Haney                                    | Die Addams Family in verrückter Tradition            | K.N.B. EFX Group Inc. & Alterian Inc. für Armee der Finsternis John Vulich & Everett Burrell für Stephen Kings Stark Screaming Mad George & Steve Johnson für Freaks Kevin Yagher & Mitchell J. Coughlin für Der Tod kommt auf vier Pfoten Jeff Goodwin, Vincent J. Guastini & Rob Burman für Super Mario Bros. Bob Keen für Warlock – Satans Sohn kehrt zurück |
| 1995 | Rick Baker Ve Neill                            | Interview mit einem Vampir                           | Stan Winston & Michèle Burke für Interview mit einem Vampir Greg Cannom für Die Maske Daniel Parker & Paul Engelen für Mary Shelley’s Frankenstein Kevin Yagher & Mitchell J. Coughlin für Der Tod kommt auf vier Pfoten Alec Gillis & Tom Woodruff junior für Santa Clause – Eine schöne Bescherung Rick Baker für Wolf – Das Tier im Manne |
| 1996 | Jean Ann Black Rob Bottin                      | Sieben                                               | Rick Baker, Ve Neill & Yolanda Toussieng für Batman Forever K.N.B. EFX Group Inc. für From Dusk Till Dawn K.N.B. EFX Group Inc. für Die Mächte des Wahnsinns Nick Dudman & Chris Cunningham für Judge Dredd Steve Johnson, Bill Corso & Kenny Myers für Species |
| 1997 | Rick Baker David LeRoy Anderson                | Der verrückte Professor                              | Rick Baker & Richard Taylor für The Frighteners Stan Winston & Shane Mahan für DNA – Die Insel des Dr. Moreau Jenny Shircore & Peter Owen für Mary Reilly Michael Westmore, Scott Wheeler & Jake Garber für Star Trek: Der erste Kontakt Greg Cannom für Thinner – Der Fluch |
| 1998 | Rick Lazzarini Gordon J. Smith                 | Mimic – Angriff der Killerinsekten                   | David Atherton & Kevin Yagher für Im Körper des Feindes Rick Baker, David LeRoy Anderson & Katherine James für Men in Black Ve Neill & Jeff Dawn für Batman & Robin Cindy J. Williams (K.N.B. EFX Group Inc.) für Spawn Luigi Rocchetti & Neal Martz für Im Auftrag des Teufels |
| 1999 | Robert Kurtzman Gregory Nicotero Howard Berger | John Carpenters Vampire                              | Greg Cannom & Michael Germain für Blade Alec Gillis, Tom Woodruff junior, Michael Mills & Greg Nelson für Akte X – Der Film Bob McCarron, Lesley Vanderwalt & Lynn Wheeler für Dark City Peter Robb-King für Lost in Space Michael Westmore für Star Trek: Der Aufstand |
| 2000 | Nick Dudman Gregory Nicotero Howard Berger     | Die Mumie                                            | Stan Winston, Hallie D’Amore & Ve Neill für Galaxy Quest – Planlos durchs Weltall Nikki Gooley, Bob McCarron & Wendy Sainsbury für Matrix Fae Hammond für Ravenous – Friss oder stirb Kevin Yagher & Peter Owen für Sleepy Hollow Paul Engelen, Sue Love & Nick Dudman für Star Wars: Episode I – Die dunkle Bedrohung |
| 2001 | Rick Baker Gail Rowell-Ryan                    | Der Grinch                                           | Rick Baker, Nena Smarz & Edie Giles für Familie Klumps und der verrückte Professor Ann Buchanan & Amber Sibley für Shadow of the Vampire Michèle Burke & Edouard F. Henriques (K.N.B. EFX Group Inc.) für The Cell Alec Gillis, Tom Woodruff junior, Jeff Dawn & Charles Porlier für The 6th Day Gordon J. Smith & Ann Brodie (FX Smith Inc.) für X-Men |
| 2002 | Greg Cannom Wesley Wofford                     | Hannibal                                             | Nick Dudman, Mark Coulier & John Lambert für Harry Potter und der Stein der Weisen Peter Owen & Richard Taylor für Der Herr der Ringe: Die Gefährten Aileen Seaton, Nick Dudman & Jane Walker für Die Mumie kehrt zurück Rick Baker & John Blake für Planet der Affen Michèle Burke & Camille Calvet für Vanilla Sky |
| 2003 | Peter Owen Peter Swords King                   | Der Herr der Ringe: Die zwei Türme                   | Michelle Taylor, Gary Matanky, Bob Newton & Mark Boley für Blade II Nick Dudman & Amanda Knight für Harry Potter und die Kammer des Schreckens Michèle Burke & Camille Calvet (K.N.B. EFX Group Inc.) für Minority Report Rick Baker, Jean Ann Black & Bill Sturgeon für Ring Michael Westmore für Star Trek: Nemesis |
| 2004 | Richard Taylor Peter Swords King               | Der Herr der Ringe: Die Rückkehr des Königs          | Rick Baker, Bill Corso & Robin L. Neal für Die Geistervilla Ve Neill & Martin Samuel für Fluch der Karibik Jeff Dawn & John Rosengrant für Terminator 3 – Rebellion der Maschinen Trefor Proud & Balázs Novák für Underworld Gordon J. Smith für X-Men 2 |
| 2005 | Jake Garber Matt Rose Mike Elizalde            | Hellboy                                              | David LeRoy Anderson & Mario Cacioppo für Dawn of the Dead Nick Dudman & Amanda Knight für Harry Potter und der Gefangene von Askaban Valli O’Reilly & Bill Corso für Lemony Snicket – Rätselhafte Ereignisse Paul Jones für Resident Evil: Apocalypse Greg Cannom & Steve LaPorte für Van Helsing |
| 2006 | Howard Berger Nikki Gooley Gregory Nicotero    | Die Chroniken von Narnia: Der König von Narnia       | Nick Dudman & Amanda Knight für Harry Potter und der Feuerkelch Richard Taylor, Gino Acevedo, Dominie Till & Peter Swords King für King Kong Howard Berger & Gregory Nicotero für Land of the Dead Howard Berger & Gregory Nicotero für Sin City Dave Elsey, Lou Elsey & Nikki Gooley für Star Wars: Episode III – Die Rache der Sith |
| 2007 | Todd Masters Dan Rebert                        | Slither – Voll auf den Schleim gegangen              | Paul Hyett & Vicki Lang für The Descent – Abgrund des Grauens Howard Berger, Gregory Nicotero & Mario Michisanti für The Hills Have Eyes – Hügel der blutigen Augen David Martí & Montse Ribé für Pans Labyrinth Ve Neill & Joel Harlow für Pirates of the Caribbean – Fluch der Karibik 2 Gregory Nicotero & Scott Patton für Texas Chainsaw Massacre: The Beginning |
| 2008 | Ve Neill Martin Samuel                         | Pirates of the Caribbean – Am Ende der Welt          | Davina Lamont & Gino Acevedo für 30 Days of Night Shaun Smith, Mark Rappaport & Scott Wheeler für 300 Howard Berger, Gregory Nicotero & Jake Garber für Planet Terror Nick Dudman & Amanda Knight für Harry Potter und der Orden des Phönix Peter Owen & Ivana Primorac für Sweeney Todd – Der teuflische Barbier aus der Fleet Street |
| 2009 | Greg Cannom                                    | Der seltsame Fall des Benjamin Button                | Mike Elizalde für Hellboy – Die goldene Armee Gregory Nicotero & Paul Engelen für Die Chroniken von Narnia: Prinz Kaspian von Narnia John Caglione junior & Conor O’Sullivan für The Dark Knight Paul Hyett für Doomsday – Tag der Rache Gerald Quist für Tropic Thunder |
| 2010 | Barney Burman Mindy Hall Joel Harlow           | Star Trek                                            | Joe Dunckley, Sarah Rubano & Frances Richardson für District 9 Gregory Nicotero & Howard Berger für Drag Me to Hell Mike Smithson & John Rosengrant für Terminator: Die Erlösung Gregory Nicotero & Howard Berger für The Book of Eli Sarah Monzani für Das Kabinett des Doktor Parnassus |
| 2011 | Rick Baker Dave Elsey                          | Wolfman                                              | Gregory Nicotero & Howard Berger für Splice – Das Genexperiment Amanda Knight, Nick Dudman & Mark Coulier (Warner Bros.) für Harry Potter und die Heiligtümer des Todes – Teil 1 Andy Clement, Jennifer McDaniel & Tarra D. Day für Let Me In Donald Mowat & Andy Clement für Repo Men Lindsay MacGowan & Shane Mahan für Alice im Wunderland |
| 2012 | Fran Needham Conor O’Sullivan Dave Elsey       | X-Men: Erste Entscheidung                            | Amanda Knight & Nick Dudman für Harry Potter und die Heiligtümer des Todes – Teil 2 Nikoletta Skarlatos, Annick Chartier & Adrien Morot für Krieg der Götter Tom Woodruff junior & Alec Gillis für The Thing Scott Wheeler & Shaun Smith für Conan David Martí & Kazujiro Tsuji für Die Haut, in der ich wohne |
| 2013 | Heike Merker Daniel Parker Jeremy Woodhead     | Cloud Atlas                                          | Gregory Nicotero, Howard Berger, Peter Montagna & Julie Hewitt für Hitchcock Peter Swords King, Rick Findlater und Tami Lane für Der Hobbit: Eine unerwartete Reise David Martí, Montse Ribé & Vasit Suchitta für The Impossible Naomi Donne, Donald Mowat und Love Larson für James Bond 007: Skyfall Jean Ann Black & Fay Von Schroeder für Breaking Dawn – Biss zum Ende der Nacht, Teil 2 |
| 2014 | Donald Mowat                                   | Prisoners                                            | Patrick Baxter, Jane O’Kane & Roger Murray für Evil Dead Peter Swords King, Rick Findlater & Richard Taylor für Der Hobbit: Smaugs Einöde Howard Berger, Janie Kelman & Peter Montagna für Lone Survivor Fae Hammond, Mark Coulier & Kirstin Chalmers für Rush – Alles für den Sieg Karen Cohen, David White & Elizabeth Yianni-Georgiou für Thor – The Dark Kingdom |
| 2015 | David White Elizabeth Yianni-Georgiou          | Guardians of the Galaxy                              | Bill Terezakis & Lisa Love für Planet der Affen: Revolution Mark Coulier & Daniel Phillips für Dracula Untold Peter Swords King, Rick Findlater & Gino Acevedo für Der Hobbit: Die Schlacht der Fünf Heere Peter Swords King & Matthew Smith für Into the Woods Adrien Morot & Norma Hill-Patton für X-Men: Zukunft ist Vergangenheit |
| 2016 | Neal Scanlan                                   | Star Wars: Das Erwachen der Macht                    | Joel Harlow & Kenny Niederbaumer für Black Mass David Marti, Montse Ribé & Xavi Bastida für Crimson Peak Gregory Nicotero, Howard Beger & Heba Thorisdottir für The Hateful Eight Damian Martin & Nadine Prigge für Mad Max: Fury Road Donald Mowat für Sicario |
| 2017 | Monica Huppert Joel Harlow                     | Star Trek Beyond                                     | Allan Apone, Jo-Ann MacNeil & Marta Roggero für Suicide Squad Amy Byrne für Rogue One: A Star Wars Story Charles Carter, Rita Ciccozzi & Rosalina Da Silva für X-Men: Apocalypse Nick Knowles für Phantastische Tierwesen und wo sie zu finden sind Jeremy Woodhead für Doctor Strange |
| 2018 | Joel Harlow Ken Diaz                           | Black Panther                                        | Donald Mowat für Blade Runner 2049 John Blake & Brian Sipe für Guardians of the Galaxy Vol. 2 Alec Gillis, Sean Sansom, Tom Woodruff junior & Shane Zander für Es Mike Hill & Shane Mahan für Shape of Water – Das Flüstern des Wassers Peter Swords King & Neal Scanlan für Star Wars: Die letzten Jedi Arjen Tuiten für Wunder |
| 2019 | John Blake Brian Sipe                          | Avengers: Endgame                                    | Judy Chin & Mike Marino für The Dead Don’t Die Bill Corso für Destroyer Lisa Love & Tate Steinsiek für Dragged Across Concrete Tristan Versluis, Naomi Dunne & Duncan Jarman für Operation: Overlord Annick Chartier & Adrien Morot für Friedhof der Kuscheltiere Mark Coulier & Fernanda Perez für Suspiria |
| 2021 | Amanda Knight Neal Scanlan                     | Star Wars: Der Aufstieg Skywalkers                   | Bill Corso, Dennis Liddiard, Stephen Kelly & Bianca Appice für Bill & Ted retten das Universum Robert Kurtzman & Bernadette Mazur für Doctor Sleeps Erwachen Shane Zander, Alec Gillis & Tom Woodruff junior für Es Kapitel 2 Arjen Tuiten & David White für Maleficent: Mächte der Finsternis Norman Cabrera, Mike Hill & Mike Elizalde für Scary Stories to Tell in the Dark |
| 2022 | Donald Mowat, Love Larson & Eva von Bahr       | Dune                                                 | Alexandra Anger, Monica Pavez & Evi Zafiropoulou für Crimes of the Future Jo-Ann MacNeil, Mike Hill & Megan Many für Nightmare Alley Mike Marino & Naomi Donne für The Batman Justin Raleigh, Ozzy Alvarez, Kevin Kirkpatrick & Victoria Down für Army of the Dead Matteo Silvi & Adam Johansen für Thor: Love and Thunder Heba Thorisdottir, Greg Funk & Brian Sipe für The Suicide Squad |
| 2024 | Donald Mowat                                   | Der Pakt                                             | Luke Polti für Evil Dead Rise Alexei Dmitriew für Guardians of the Galaxy Vol. 3 Luisa Abel & Jason Hamer für Oppenheimer Alec Gillis & Tom Woodruff junior für Prey Christien Tinsley für Renfield |
| 2025 | Pierre-Olivier Persin                          | The Substance                                        | Shane Mahan für Alien: Romulus Neal Scanlan, Christine Blundell & Lesa Warrener für Beetlejuice Beetlejuice Donald Mowat für Dune: Part Two Felix Fox & Madelaine Hermans für Longlegs Jeremy Selenfriend, Sasha Grossman & Alec Gillis für Smile 2 – Siehst du es auch? |